# Rakeedhoo
Rakeedhoo is een van de bewoonde eilanden van het Vaavu-atol behorende tot de Maldiven.

## Demografie
Rakeedhoo telt (stand maart 2007) 181 vrouwen en 176 mannen.